# Cá heo gai mắt myers
Cá heo gai mắt myers (danh pháp hai phần: Pangio myersi) là loài cá thuộc chi Pangio.
Tháng 12 năm 2010, Tổ chức Bảo vệ Động vật hoang (WAR) công bố phát hiện thêm 12 loài cá nước ngọt tại đảo Phú Quốc, tỉnh Kiên Giang, Việt Nam, trong đó có cá heo gai mắt myers.

## Hình ảnh

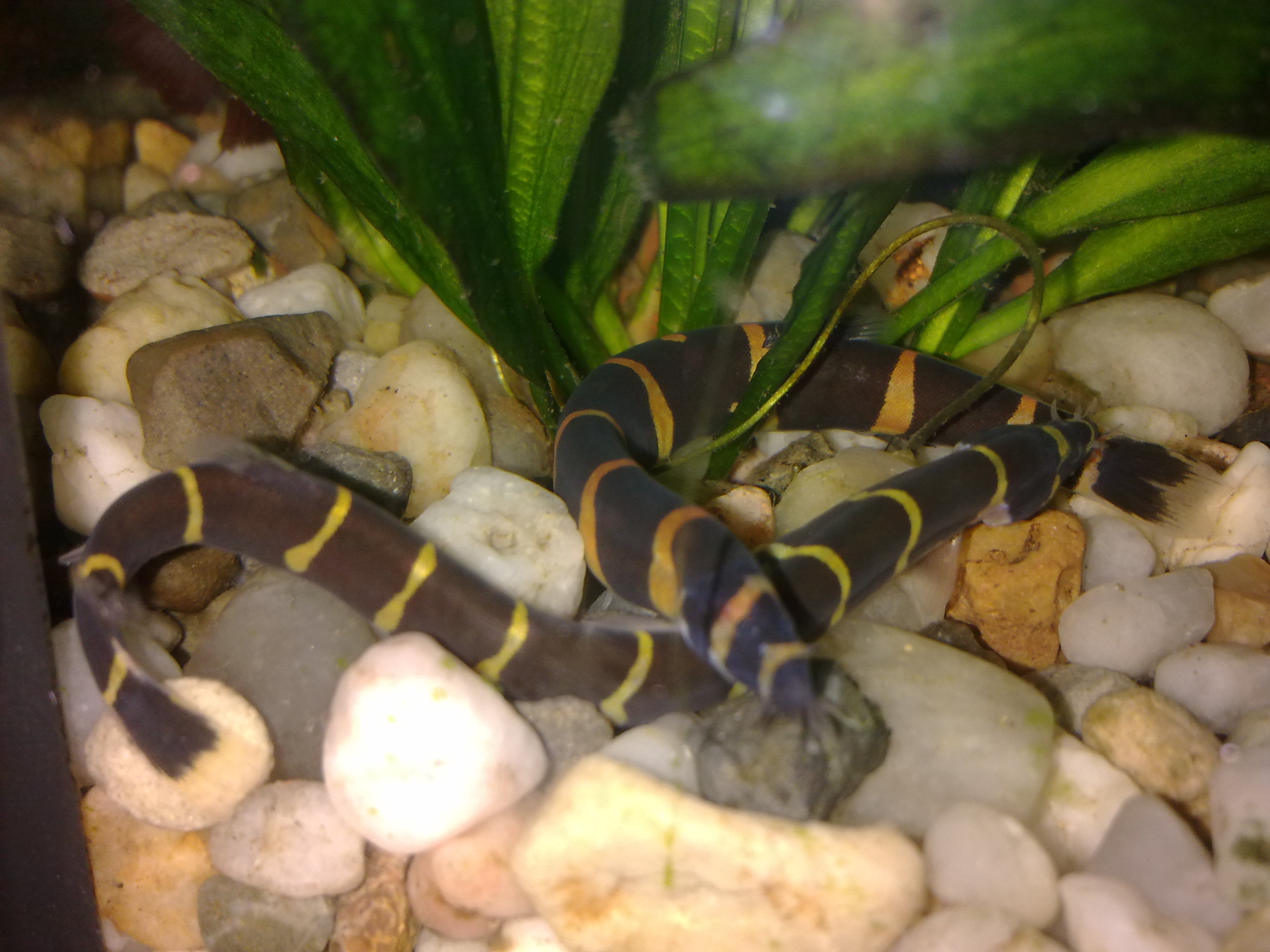